# Haminoea orteai
Haminoea orteai is een slakkensoort uit de familie van de Haminoeidae. De wetenschappelijke naam van de soort is voor het eerst geldig gepubliceerd in 1987 door Talavera, Murillo & Templado.